# Maroon
Maroon – niemiecka grupa muzyczna wywodząca się z nurtu hardcore, wykonująca styl powiązany z wpływami metalu.

## Historia i twórczość
Grupa Maroon została założona na początku 1998 w Nordhausen (Turyngia) z inicjatywy braci Andrégo i Toma Erica Moraweck. Nazwa formacji została zaczerpnięta od ludu Maronów (potomków zbiegłych czarnych niewolników, osiadłych w Ameryce Łacińskiej) i miała oznaczać „zdanie na własne siły albo życie na własną rękę”. 
Stylistycznie Maroon wywodził się z gatunku hardcore. Z uwagi na ten nurt i inspiracje ideologiczne wpływ na powstanie grupy miały amerykańskie zespoły Earth Crisis, Birthright, Culture. Z czasem formacja czerpała z dokonań szeroko rozumianego metalu, a jako inspiracje muzyczne w tym kontekście wymieniano grupy Metallica, At the Gates, The Haunted, Iron Maiden, Slayer. Od początku działalności zespół był ideologicznie zadeklarowany jako reprezentant straight edge i weganizmu. Prócz tego w twórczości zespołu podnoszono tematy zabijania zwierząt i ochrony ich praw, ochrony środowiska. W swoich tekstach Maroon poruszał również problemy społeczne (np. nienawiść między ludźmi, alienacja, uzależnienie jednostki w społeczeństwie, samozagłada ludzkości, śmierć). Wspomniana nienawiść stanowiła częsty motyw w twórczości zespołu, zauważalny w tekstach utworów, a także w komunikacji (członkowie zespołu używali pozdrowienia Viva Hate!, a oficjalna strona internetowa grupy działała pod adresem maroonhate.com). 

### Wczesna działalność (1998-2002)
W 1999 Maroon własnym sumptem wydał kasetę demo zatytułowaną The Initiate, zaś wszystkie cztery zawarte na niej utwory można było znaleźć na późniejszych wydawnictwach.
Pierwsza płyta grupy, zatytułowana Captive in the Room of the Conspirator, została nagrana wiosną 2000 w Berlinie w Headquarters Studio i wydana w tym samym roku nakładem wytwórni Kerosene Recordings. Tekstowo album zawierał ostry protest przeciw zabijaniu zwierząt, niszczeniu ziemi oraz apel o wyzwolenie dręczonych istnień. Następnie zespół rozpoczął koncertowanie po Europie, otwierając koncerty takich grup jak Earth Crisis czy Morning Again.
Z końcem tego roku Maroon wydał w wytwórni Crap Chords wydawnictwo łączone split wspólnie z zespołem Absidia pt. 7" Split. Na tym krążku znalazł się utwór „Wasted” pochodzący z albumu The Initiate. Zimą 2000/2001 zespół powrócił do studia (tym razem nagrywając w 101 Studios w Berlinie), celem nagrania splitu wydanego razem z formacją Self Conquest, który zatytułowano go The Key i wydano nakładem Beniihana Records w 2002. Następnie Maroon prowadził tournée w Europie otwierając koncerty przed zespołami - swoich rodaków i zarazem przyjaciół - a mianowicie grup Heaven Shall Burn oraz Caliban.

### Antagonist(2002)
W listopadzie 2001 Maroon wszedł do studia Rape of Harmonies w Triptis w celu nagrania swojej pierwszej pełnej płyty zatytułowanej Antagonist, wydanej nakładem amerykańskiej wytwórni o charakterze vegan straight edge, Catalyst Records. Płyta była w całości przesycona manifestami w duchu straight edge, weganizmu, protestem przeciw niszczeniu przyrody ziemi, sprzeciwem wobec zabijaniu zwierząt, jedzeniu mięsa oraz wiwisekcji. W 2003 nastąpiła reedycja tej płyty nakładem wytwórni Alveran Records/Century Media Records.
Po wydaniu Antagonist zespół zrealizował niewielką trasę koncertową po Europie w roli headlinera, a następnie odwiedził także Amerykę Południową i Japonię. W tym czasie grupa tworzyła swoją markę, występując zarówno na dużych festiwalach (jak With Full Force czy Pressure Fest) oraz grając koncerty z takimi wykonawcami jak Hatebreed, Agnostic Front, Earth Crisis, Heaven Shall Burn, Caliban czy Sepultura.

### Endorsed By Hate(2004)
W 2003 Maroon przeszedł do wytwórni Alveran Records, która wydała ponownie płytę Antagonist. W lutym 2004 zespół rozpoczął nagrywanie kolejnego albumu w Antfarm Studio w duńskim Aabyhøj, pod kierunkiem Tue Madsena. Po zarejestrowaniu materiału na nową płytę, grupę opuścił gitarzysta Marc Zech, którego zastąpił Sebastian Rieche. Album zatytułowany Endorsed By Hate wydany został przez Alveran Records w Europie w czerwcu 2004. W zamierzeniu twórców płyta, zarówno pod względem muzycznym, jak i przekazu, miały być brutalna, tępa oraz wypełniona wkurzeniem i nienawiścią.
Do grudnia 2004 Maroon zagrał w Europie ok. 60 koncertów, włącznie z występem na głównych festiwalach With Full Force oraz Pressure Fest. W październiku 2004 zespół ponownie zmienił wytwórnię płytową, podpisując umowę z Century Media Records. Na początku 2005 wytwórnia Century Media/Abacus wydała Endorsed By Hate na obszarze Ameryki Północnej. W tym czasie grupa nadal koncertowała nieprzerwanie po całej Europie - odbywając pod koniec 2004 tournée z zespołem Cataract, a na początku 2005 sześciotygodniową trasę koncertową z amerykańskim zespołem Downset.
W związku z wydaniem płyty powstało nowe logo zespołu. W tym samym czasie zmieniła się także oficjalna strona zespołu - dotychczasową witrynę internetową Maroon działającą pod adresem https://web.archive.org/web/20141218161501/http://xmaroonx.com/ zastąpiła strona pod adresem http://www.maroonhate.com. Ten fakt słuchacze odebrali także jako odejście od zasad straight edge (w tymże środowisku używanie litery „x” poprzedzającą oraz kończącą nazwę bądź imię lub przydomek oznacza zaangażowanie w tym ruchu) - co dodatkowo osłabiło wiarę odbiorców w istniejące nadal przekonania zespołu. Jak wyjaśnił jednak André Moraweck, przyczyna zmiany adresu oficjalnej strony zespołu była zgoła inna, gdyż poprzednia domena internetowa zwyczajnie straciła swoją ważność i została przejęta przez tzw. „kupców domen”, którzy zaproponowali zespołowi odkupienie jej za wygórowaną kwotę. Jak przyznał wokalista w wywiadzie, decyzję o nowym adresie strony podejmował bez dłuższego zastanowienia w momencie wywołania tego tematu przez administratora strony. Na początku zaproponował „maroon666”, lecz taki adres był jednak już zajęty. Jako następna przyszła mu do głowy nazwa „maroonhate” z uwagi na aktualną w tym czasie płytę Endorsed By Hate. Moraweck podkreślił jednak jednocześnie, iż decyzja o rezygnacji z litery „x” w nazwie była spowodowana odejściem od szufladkowania zespołu w środowiskach muzycznych, jako że muzycy mieli odtąd zamiar dotarcia do szerszej publiczności, nie tylko do kręgów straight edge.

### When Worlds Collide(2006)
Materiał na kolejną płytę był nagrywany od października 2005 w Hansen Studios należącym do Jacoba Hansena w Danii. Pod koniec lutego 2006 grupa Maroon zakończyła czterotygodniową trasę koncertową w Europie u boku zespołów Obituary i Samael. Wówczas ogłoszono zawarcie umowy z Century Media Records w zakresie ogólnoświatowym. Wydana jej nakładem płyta została zatytułowana When Worlds Collide (18 kwietnia 2006). Producentem albumu był wspomniany Jacob Hansen. Muzycznie płyta zawierała więcej melodii oraz wpływu klasycznego metalu, do czego przyczynił się nowy gitarzysta Sebastian Rieche, autor partii solowych, zaś w odbiorze została wręcz określona jako wejście grupy w nurt metalcore. Na albumie znalazły się ponownie utwory otwarcie manifestujące przywiązanie do ruchu straight edge, jak również aluzyjne odniesienia do wspomnianych głosów dezaprobaty i krytyki, mówiących o porzuceniu ducha straight edge. Już w pierwszym utworze na płycie „24hourhate”, zespół zawarł pojedyncze cytaty z muzycznej historii straight edge. W związku z wydaniem płyty powstało nowe logo zespołu. Założeniem muzyków przy tworzeniu albumu była jego różnorodność.
Na płycie wystąpili gościnnie muzycy zespołu Mercenary (bracia Mikkel i Morten Sandager), a także Roger Miret (wokalista grupy Agnostic Front) oraz Mark „Barney” Greenway (wokalista Napalm Death). Grupa promowała album w marcu 2006 w Japonii, w maju 2006 na trasie w Europie będąc headlinerem, następnie w USA; Azji, Australii, Brazylii oraz ponownie w Europie jesienią tego roku na trasie pod nazwą Hell On Earth.

### The Cold Heart of the Sun(2007)
Czwarty pełny album Maroon zatytułowany The Cold Heart of the Sun powstał w zaledwie rok po ukazaniu się poprzedniego wydawnictwa i ukazał się w październiku 2007 nakładem Century Media Records. Płyta nie zawierała tak jednoznacznego ideologicznie przesłania, zaś mroczne i pesymistyczne teksty współgrały z warstwą muzyczną, jako że kompozycje nie stanowiły już nurtu hardcore, zaś prezentowały wyraźnie metalowy szlif i momentami ocierały się nawet o gatunek black metalu. W związku z wydaniem płyty zostało utrzymane logo zespołu znane z poprzedniego albumu. W zamierzaniu zespołu płyta miała stanowić następny krok w rozwoju grupy, lecz w odbiorze materiał z płyty zbierał różne recenzje, od uwielbienia po narzekanie na to, że grupa zatraciła swoją energię i stała się zwyczajna. Mimo tego członkowie Maroon byli zadowoleni ze sprzedaży albumu oraz reakcji publiczności na koncertach.
W ramach promocji grupa grała trasę koncertową z As I Lay Dying jesienią 2007, następnie koncertowała w Rosji, supportowała zespół Chimaira na trasie koncertowej w marcu i kwietniu 2008

### Order(2009)
Ostatnie wydawnictwo zespołu, płyta pt. Order ukazała się ponownie nakładem wytwórni Century Media Records 20 kwietnia 2009. Celowym zamiarem grupy było uzyskanie wyjątkowego efektu płyty poprzez tworzenie jej w trzech miejscach (nagrywanie w Niemczech, mrzy są w zespole oiksowanie w Szwecji, a mastering w Stanach Zjednoczonych). Muzycznie była to najmroczniejsza płyta zespołu, zmierzająca nawet w kierunku black metalu. Sam tytuł albumu odnosi się do społeczeństwa, które nie potrafi żyć bez otrzymania rozkazu. Zawartość tekstowa na płycie dotyczy stosunku osoby która przewodzi oraz tych, którzy za nią podążają. W związku z wydaniem płyty powstało nowe logo zespołu.

### Zawieszenie i reaktywacja (2011-2014)
Ostatnie regularne koncerty grupa wykonała w 2010. Na 2011 grupa została zaproszona na Impericon Fest, na co nie zgodzili się dwaj członkowie zespołu, perkusista Nick Wachsmuth oraz gitarzysta Sebastian „Riechtor” Rieche, którzy w kwietniu 2011 opuścili Maroon. Tym samym w składzie pozostało trzech członków, którzy byli w zespole od początku jego działalności (bracia Moraweck i S. Grund). Ponadto wygasł kontrakt z wytwórnią płytową Century Media Records i w związku z powyższym pojawiły się przypuszczenia o możliwości zakończenia działalności grupy. W grudniu 2012 grupa ogłosiła powrót po czasie bezczynności, anonsując wstępnie dwóch nowych członków oraz zapowiadając aktywność w 2013. Na przełomie 2012/2013 Maroon wznowił działalność, a w lutym 2013 zespół potwierdził przyjęcie nowych członków, którymi zostali perkusista Benny i gitarzysta Steven. 
4 grudnia 2013 trzej główni członkowie grupy André i Tom Erick Moraweck oraz Sebastian Grund poinformowali o zakończeniu działalności Maroon, jednocześnie zapowiadając pożegnalne występy na różnych kontynentach oraz tournée koncertowe w 2014 pod nazwą Some goodbyes are farewells Tour 2014. Ponadto w 2014 grupa występowała na letnich festiwalach
W 2014 bracia André i Tom Moraweck stworzyli nową grupę, początkowo awizowaną pod nazwą To The Night, później określoną jako The Path.
9 października 2019 nakładem wytwórni Backbite Records została wydana edycja płyty When Worlds Collide w wersji winylowej i nakładzie 500 sztuk.

## Muzycy
Członkowie zespołu wielokrotnie deklarowali istnienie zespołu w oparciu o zasady ruchu straight edge (w początkowych okresie działalności nazwa zespołu była zapisywana w sposób znany dla grup sxe: xmaroonx) oraz przestrzeganie weganizmu. Wszyscy muzycy ze składu wydającego płyty do 2009 byli weganami. W tymże roku wszyscy byli także straight edge (wówczas niektóry z 15-letnim stażem, inni od 6 lat). Członkowie zespołu, z uwagi na swoje przekonania, wielokrotnie występowali w audycjach telewizyjnych (na antenie niemieckich stacji RTL, RTL II, ARD, ZDF), gdzie opisywali np. styl życia straight edge (genezą zainteresowania mediów tym tematem był artykuł w czasopiśmie „Der Spiegel”). We wkładkach do płyt Maroon wymieniono – jako wsparcie zespołu – loga organizacji People for the Ethical Treatment of Animals (PETA) oraz Animal Liberation Front (ALF).
Jeszcze w 2006 André Moraweck stwierdził, że Maroon pozostanie zespołem vegan straight edge, a te zasady stanowią most łączący grupę z korzeniami hardcore, z którego się wywodzą. Zgodnie ze słowami Toma Morawecka z 2007 grupa nie zamierzała już używać sloganów straight edge oraz wegan, mimo przywiązania do tychże zasad, zaś deklarowała tworzenie muzyki, dla różnych odbiorców pragnąc dotarcie do szerokiego zakresu słuchaczy. Jak stwierdził André Moraweck w 2008: „Maroon zawsze był zespołem »vegan straight-edge« i takim pozostanie”. Rok później omawiając ten temat potwierdził to zaznaczając, że w istnieniu grupy nie chodzi o te dwie sprawy, a Maroon porusza także inne problemy. W czasie zakończenia istnienia grupy na początku 2014 już nie wszyscy jego członkowie reprezentowali zasady vegan straight edge.
Przy tworzeniu kompozycji zespołu brali udział wszyscy członkowie grupy. Teksty utworów pisali bracia Moraweck, autorem większościowej części tekstów utworów był Tom-Eric Moraweck. Prócz zadań w zakresie tworzenie i wykonywania muzyki, wśród członków Maroon istniał podział w odniesieniu do innych funkcji w ramach działalności zespołu. André Moraweck był odpowiedzialny za kontakt z menedżmentem, wytwórnią, udzielanie wywiadów, Tom Eric Moraweck zajmował się finansami (niekiedy także udzielał wywiadów), Sebastian Grund troszczył się o kontakt ze sponsorami, zaś Sebastian Rieche i Nick Wachsmuth prowadzili konto grupy w serwisie Myspace.
W trakcie istnienia z uwagi na podobieństwo nazw grupa Maroon była mylona z zespołem Maroon 5 (zdarzały się nawet przypadki przyjścia na koncert Maroon licznej grupy osób przekonanych o występie grupy Maroon 5).
Ostatni skład zespołu:

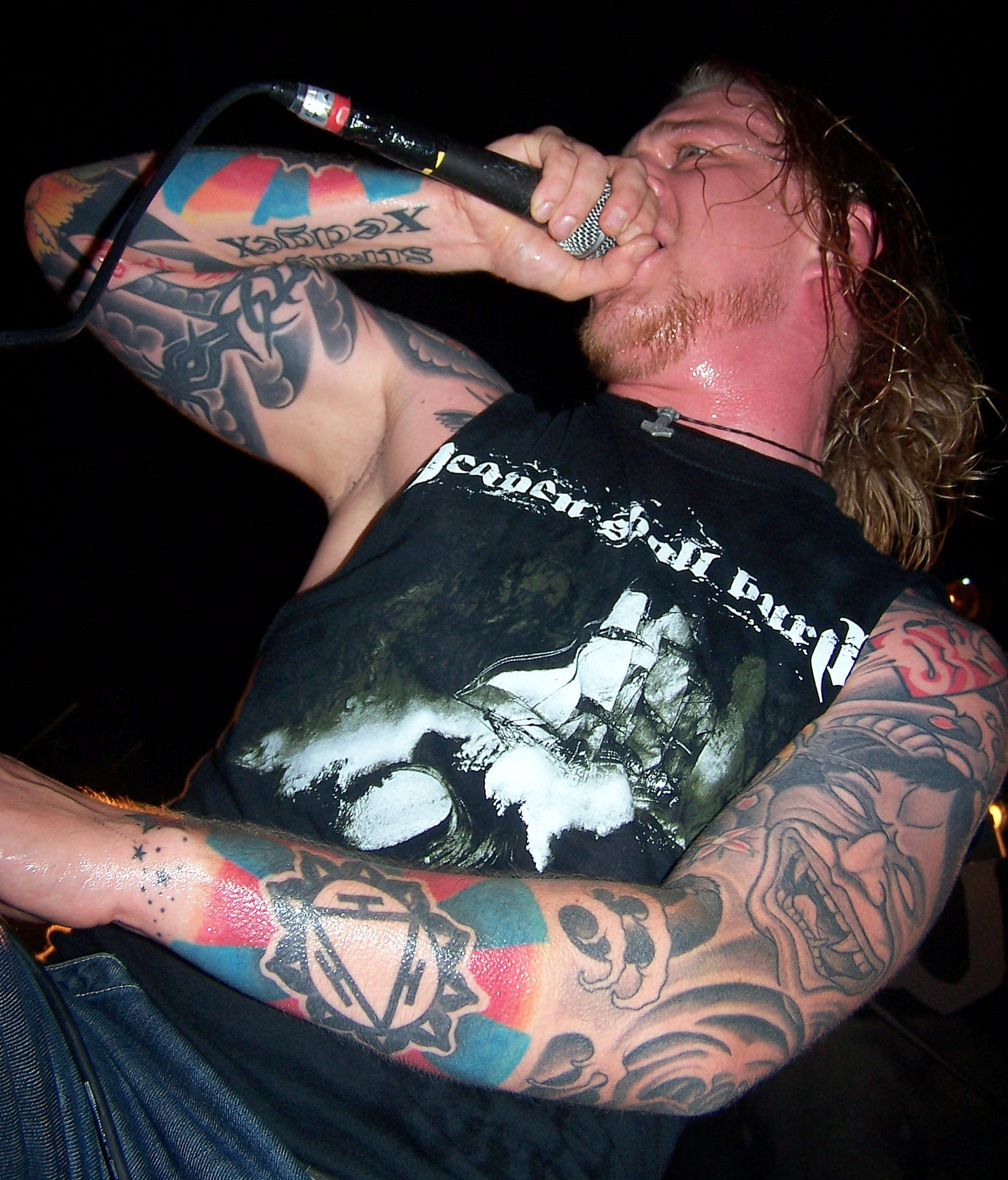
André Moraweck na trasie Hell On Earth 2006 w Monachium, 28.09.2006

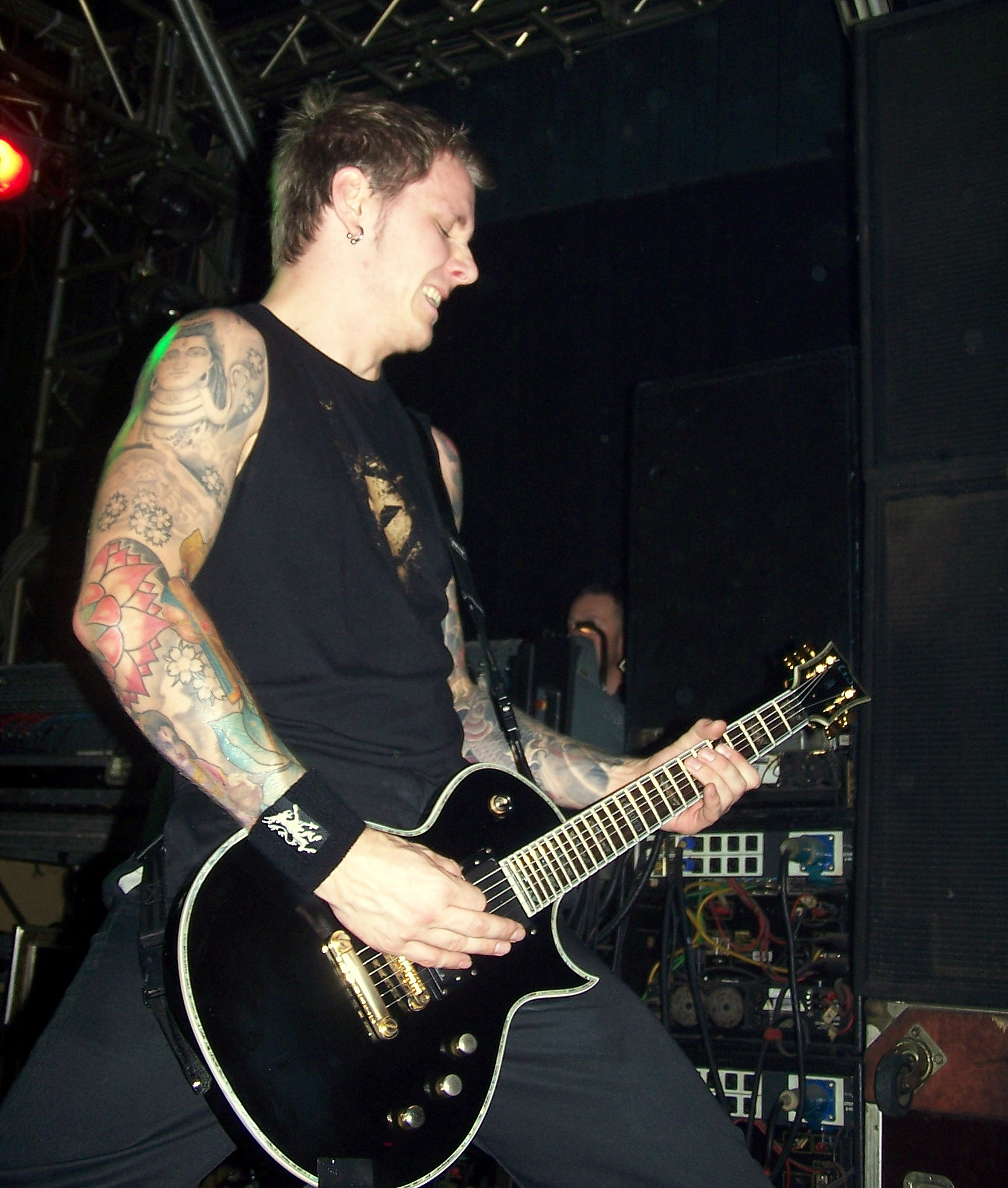
Sebastian Grund, 28.09.2006

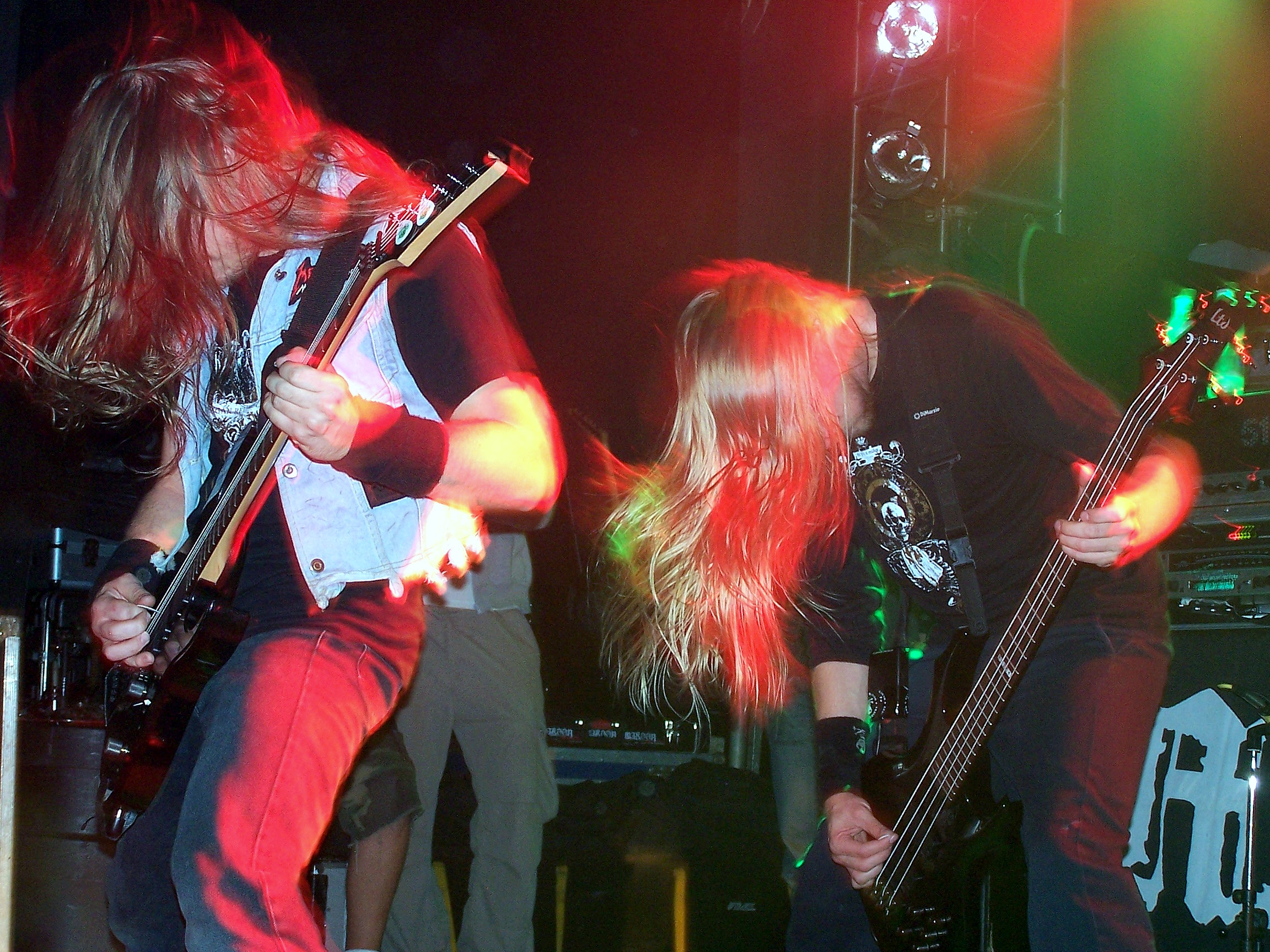
Sebastian Rieche i Tom Eric Moraweck, 28.09.2006

- André Moraweck – śpiew, teksty utworów (1998–2014)
- Sebastian Grund – gitara elektryczna (1998–2014)
- Tom-Eric Moraweck – gitara basowa, teksty utworów (1998–2014)
- Steven Holl – gitara elektryczna (2011–2014)
- Benjamin Kühnemund – perkusja (2012–2014)

Wcześniejsi członkowie:
- Marc Zech – gitara elektryczna (1998–2004), projektant okładek albumów z 2004 i 2007[41]
- Uwe Gruse – perkusja
- Sebastian „Riechtor” Rieche – gitara elektryczna (2004–2011)[15]
- Nick „The Stick” Wachsmuth – perkusja (2004–2011)[24][15]
- Max – perkusja (tymczasowo w 2011)

## Dyskografia

### Demo
- 1999 – The Initiate (wydane własnym sumptem)

### Minialbumy
- 2000 – Captive in the Room of the Conspirator (Kerosene Recordings)

### Składanki / splity
- 2001 – Split Single 7" (Crap Chord) – wspólnie z Absidia
- 2002 – The Key (Beniihana Records) – wspólnie z Self Conquest

### Albumy długogrające
| 2002                           | Antagonist - Data: 2002 - Wydawca: Catalyst Records                                     | —   |
| 2004                           | Endorsed By Hate - Data: czerwiec 2004 - Wydawca: Alveran Records                       | —   |
| 2006                           | When Worlds Collide - Data: 24 marca 2006 - Wydawca: Century Media Records/EMI          | —   |
| 2007                           | The Cold Heart of the Sun - Data: 22 października 2007 - Wydawca: Century Media Records | 101 |
| 2009                           | Order - Data: 17 kwietnia 2009 - Wydawca: Century Media Records                         | 63  |
| „—” pozycja nie była notowana. |                                                                                         |     |

### Interpretacje
W swoim dorobku grupa Maroon stworzyła kilka coverów utworów innych zespołów:
- „Can We Win?” (Mouthpiece) – wydany na splicie The Key (2002)
- „Declaration” (Canon) – wydany na płycie Antagonist (2002)
- „Baphomet's Throne” (Samael) – wydany na składance Covering 20 Years of Extremes Century Media (2008)
- „Teenage Kicks” (The Undertones) – wydany na płycie Order (2009, wersja digipack oraz winyl)
- Podczas koncertów Maroon wykonywał także cover utworu zespołu Schleimkeim[21].

### Ścieżka dźwiękowa
- Utwory „At The Gates of Demise” z albumu Endorsed By Hate oraz „Wake Up In Hell” i „The Omega Suite Pt. II” z albumu When Worlds Collide znalazły się na ścieżce dźwiękowej do filmu horroru Zombie Strippers z 2008[46].

### Występy gościnne
- W trakcie Rock Hard Festival w 2005 roku André Moraweck pojawił się w roli wokalisty podczas koncertu zespołu Heaven Shall Burn[47].
- Muzycy Maroon użyczyli swoich głosów podczas nagrywania płyty Whatever It May Take zespołu Heaven Shall Burn[48].

## Teledyski
- 2006 – „Wake Up In Hell”[49]
- 2007 – „(Reach) The Sun”[50]
- 2009 – „Stay Brutal”[51]